# Filialkirche Breitenau am Steinfeld

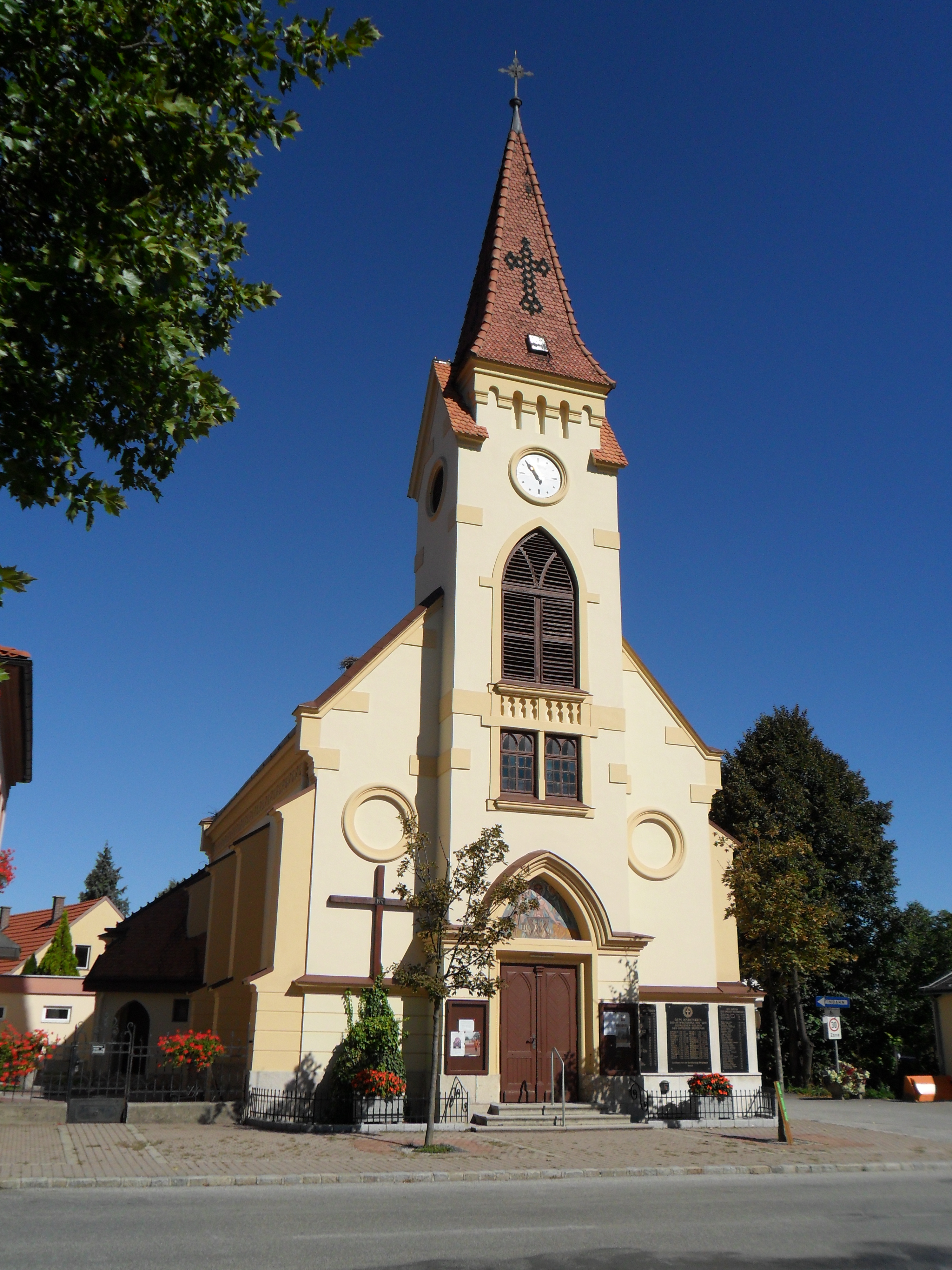
Katholische Filialkirche Hl. Veit in Breitenau am Steinfeld

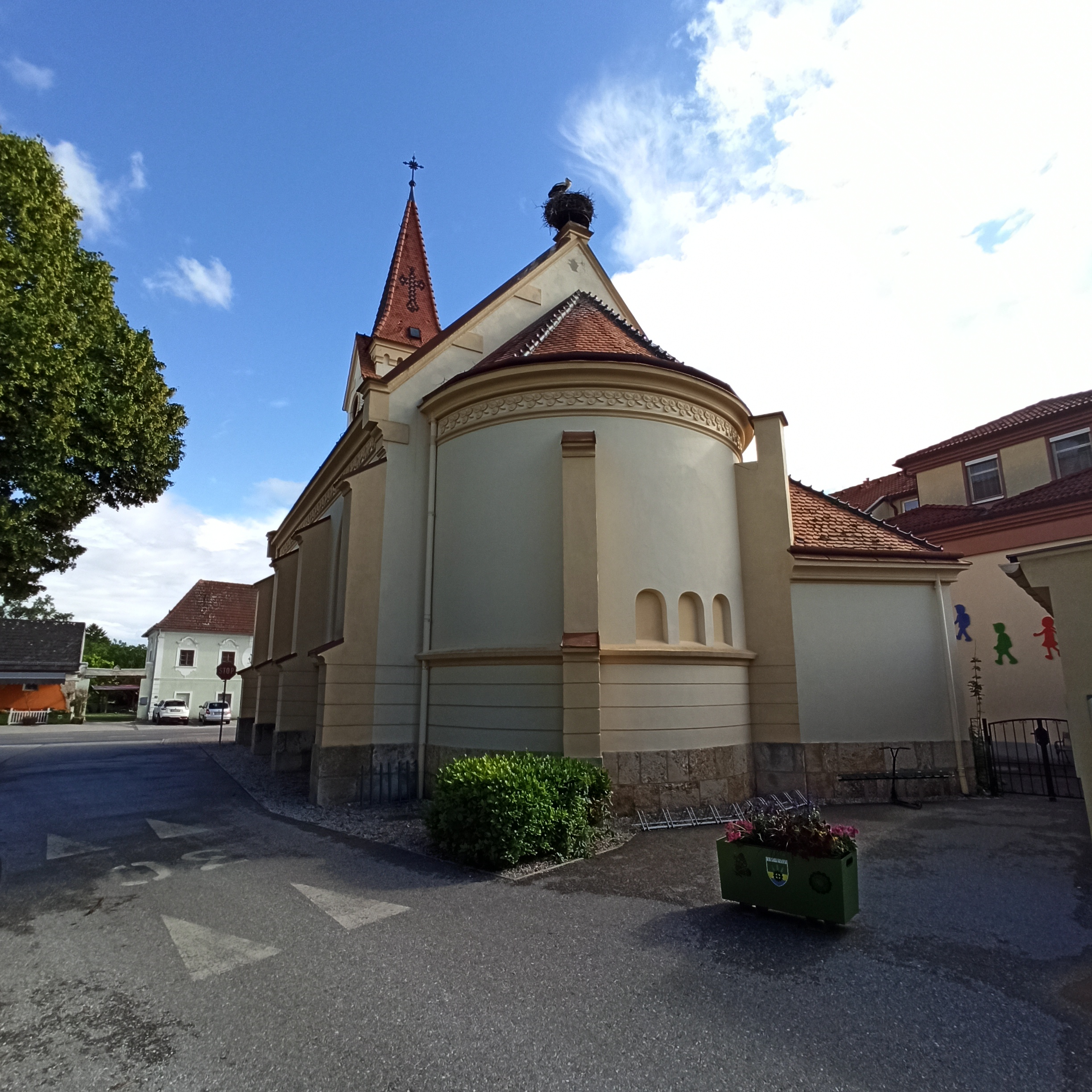
Chorseite, am First ein Storchennest

Die römisch-katholische Filialkirche Breitenau am Steinfeld steht in der Gemeinde Breitenau im Bezirk Neunkirchen in Niederösterreich. Die dem Patrozinium des Heiligen Veit unterstellte Filialkirche der Pfarrkirche Schwarzau am Steinfeld gehört zum Dekanat Lanzenkirchen in der Erzdiözese Wien. Die Kirche steht unter Denkmalschutz (Listeneintrag).

## Geschichte
Die Kirche wurde 1908/1909 zum 60-jährigen Regierungsjubiläum von Kaiser Franz Joseph I. vom Baumeister Riffer erbaut. Im Jahr 1934 erfolgte eine Restaurierung.

## Architektur
Der einheitlich neugotische Saalbau mit einem halb eingestellten Südturm steht nördlich an der Durchfahrtsstraße von Breitenau.
Das Kirchenäußere zeigt ein Langhaus unter einem Satteldach mit einer Biberschwanzdeckung und einem First mit Glaskeramikziegeln. Die Fassaden mit spitzbogigen Maßwerkfenstern und Strebepfeilern haben unter der Traufe ein Dekorfries mit floralen Motiven in Terrakotta. Die dreiachsige südliche Hauptfront hat einen Turm mit einem Spitzhelm flankiert von Blendgiebeln, mit einem hohen spitzbogigen Portal mit einem Tympanon mit der Wandmalerei hl. Veit von 1934. Die runde eingezogene nördliche Apsis hat drei vermauerte Rundbogenfenster. Im westlichen Chorwinkel steht ein Sakristeianbau mit einer kleinen Vorhalle unter einem Pultdach.
Südlich an der Hauptfront befinden sich eine Gedenktafel 1928 zu Franz Schubert und Gedenktafeln für die Gefallenen des Ersten Weltkrieges und des Zweiten Weltkrieges.
Das Kircheninnere zeigt ein dreijochiges Langhaus mit einem Kreuzrippengewölbe auf Konsolen und einer Balkonempore. Der Triumphbogen ist spitzbogig. Der Chor hat einen seichten Dreiseitschluss.

## Ausstattung
An der Chorwand befindet sich eine monumentale Wandmalerei Vier Engel von Arthur Brusenbauch 1934. Die ornamentale Glasmalerei entstand 1934.

## Einrichtung
Der Volksaltar und das Kirchengestühl entstanden in der Bauzeit. Die schlichte Kanzel mit einem oktogonalen Korb entstand 1934.
Die Orgel baute Wolfgang Bodem 1992.

## Storchennest
Beim Ende des Dachfirstes beim Chor befindet sich eine Eisenkonstruktion für ein Storchennest.